# Paddy John
Paddy John (* 23. Februar 1990 in Zwedru) ist ein niederländischer Fußballspieler, der auch die liberianische Staatsbürgerschaft besitzt. Derzeit ist er vereinslos.

## Karriere
Paddy Johns Jugendverein war der FC Twente Enschede, wo er bis Ende 2008 spielte. Danach spielte er bei Heracles Almelo. Hier kam er bereits in der Eredivisie zum Einsatz. Anschließend stand John jeweils ein halbes Jahr bei den damals in der Jupiler League spielenden Vereinen RKC Waalwijk und Fortuna Sittard unter Vertrag. 2011/12 spielte er in der deutschen 3. Liga beim VfL Osnabrück, wechselte aber bereits nach einem Jahr zurück in die Niederlande zum dortigen Zweitligisten AGOVV Apeldoorn. Seit Januar 2013 ist John jedoch vereinslos.

## Familie
John hat zwei Brüder, welche ebenfalls bei bekannten Fußballvereinen spielen. Collins John, der ältere Bruder, spielte u. a. fünf Jahre beim FC Fulham. Sein jüngerer Bruder Ola John spielt derzeit für Benfica Lissabon und kam für die niederländische U-19-Nationalmannschaft in der Qualifikation zur U-19-Europameisterschaft 2011 zum Einsatz.